# Bergwerk Lohberg-Osterfeld

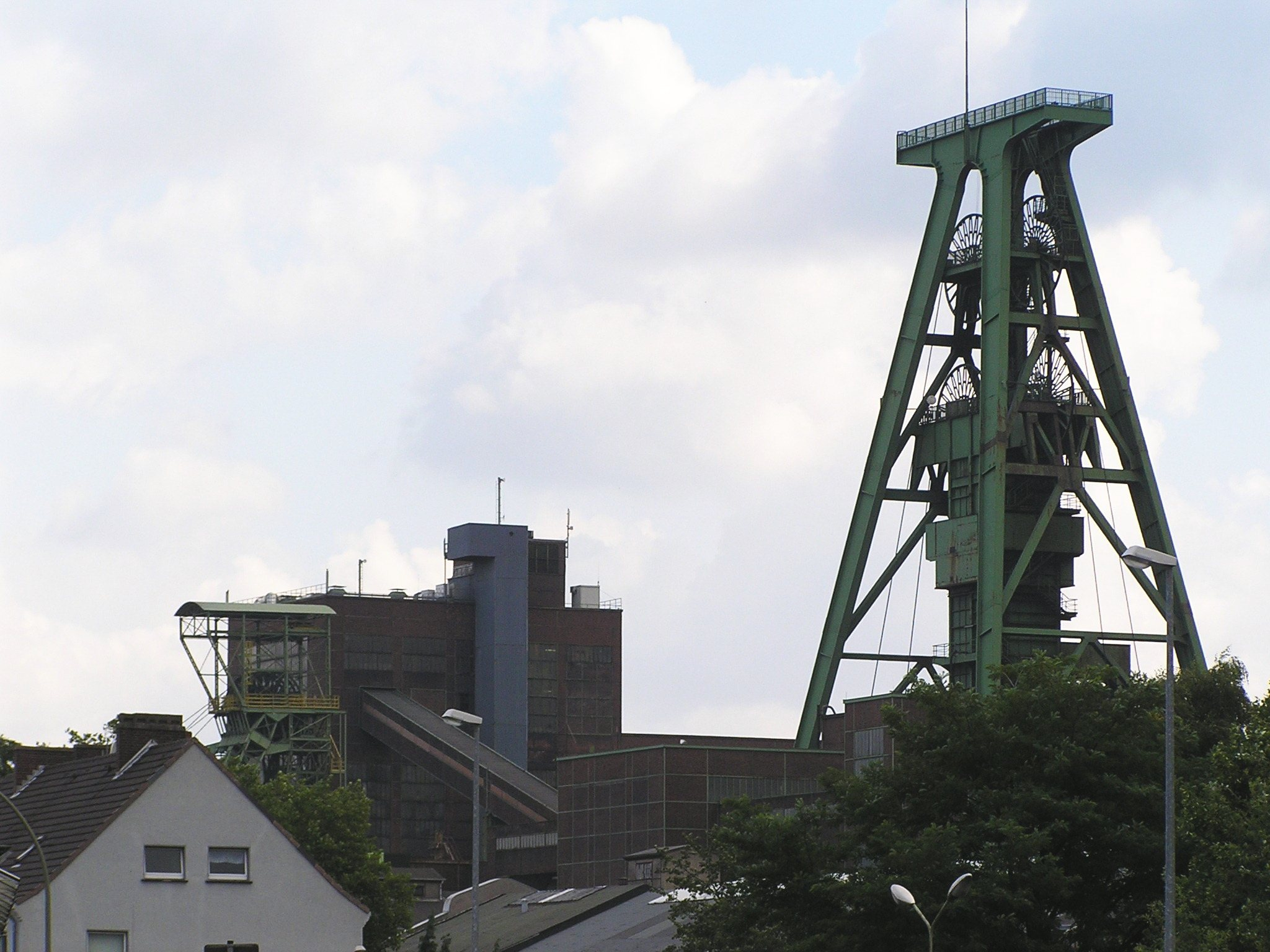
Schächte Lohberg 1 und 2

Das Bergwerk Lohberg-Osterfeld war ein Steinkohlen-Bergwerk im Bereich der Städte Dinslaken, Oberhausen und Hünxe.
Das Verbundbergwerk Lohberg-Osterfeld der Betreibergesellschaft Deutsche Steinkohle AG (DSK) bestand aus den Schachtanlagen Lohberg 1/2 und 4 und einem 149 km² großen Grubenfeld. Die Gewinnungsbetriebe waren vollmechanisiert, die Streckenförderung wurde in 1270 m Teufe über Bandanlagen bewerkstelligt.
In den letzten Jahren der Förderung wurden etwa 1,7 Mio. t Fett- und Gaskohle bei 2.900 Beschäftigten abgebaut, wobei die Förderkapazität der Schachtanlage durchaus die doppelte Fördermenge zugelassen hätte.

## Geschichte
Im Jahre 1988 beschloss die Ruhrkohle AG aus absatz- und gesamtwirtschaftlichen Gründen die Zusammenfassung der ehemals selbständigen Bergwerke Osterfeld und Lohberg. Diese wurde im Jahre 1989 vollzogen. Es gingen ein die fördernden Schachtanlagen Lohberg 1/2 und Osterfeld 1/3, ferner die Seilfahrt und Wetterschachtanlagen Lohberg 3, Lohberg 4 (Hünxe), Sterkrade 1/2, Hugo Haniel, sowie Osterfeld 4 und Osterfeld Nord.
Die Förderung wurde auf Lohberg 1/2 zusammengefasst, und schrittweise nach Norden verlagert. Die Schächte Osterfeld 1, 3, und 4, Sterkrade und Hugo Haniel wurden bis 1994 verfüllt und abgeworfen. Schacht Osterfeld Nord blieb noch bis 2006 als Wasserhaltungs- und Wetterschacht für den Abbaubereich im Gebiet um Schmachtendorf in Betrieb. Ferner wurde 2000 der nicht mehr benötigte kleine Wetterschacht Lohberg 3 verfüllt und die im Wald gelegene Förderanlage abgebrochen.
Am 31. Dezember 2005 wurde das Bergwerk Lohberg-Osterfeld stillgelegt. Etwa 1.400 Beschäftigte wurden auf andere Bergwerke verlegt oder gingen in Vorruhestand. Nach dem Ende der Raubarbeiten fuhren am 30. Juni 2006 zum letzten Mal Bergleute in die Grube ein. Die beiden Schächte am ehemaligen Förderstandort in Dinslaken werden konserviert, damit sie zu einem späteren Zeitpunkt (ca. 10 Jahre) als zentrale Wasserhaltung für den Norden des Ruhrgebiets in Betrieb genommen werden können.
Der Schacht Hünxe des Bergwerks Lohberg/Osterfeld wird ebenfalls nicht verfüllt, er wird vom Bergwerk Prosper/Haniel in Bottrop als Wetterschacht genutzt. 2008 stellt die Eigentümerin den Antrag, die unter Denkmalschutz stehenden Fördergerüste über den Schächten 1 und 2 abreißen zu dürfen. Um dies zu verhindern, gründet sich Ende 2008 der Förderverein Fördertürme Bergwerk Lohberg e. V.
Das Gelände des ehemaligen Bergwerkes Lohberg/Osterfeld wird nun als Kreativ-Quartier-Lohberg (KQL) weiter genutzt. Es soll Künstlern Raum für Werkstätten geben. Einige Gebäudeteile sind bereits vermietet. Nach dem Abriss der meisten übertägigen Gebäude, wurde im März 2014 trotz heftiger Proteste auch der unter Denkmalschutz stehende Schacht 1 abgerissen. Die Betreiber sahen sich nicht in der Lage, die Unterhaltskosten zum Erhalt aufzubringen. Ironischerweise soll später ein neues, ähnliches Gerüst aufgestellt werden, um Befahrungen für die zentrale Wasserhaltung durchführen zu können. Der Schacht 2 soll als weithin sichtbare Landmarke zunächst erhalten bleiben.
Weiterhin entsteht auf dem Gelände der sogenannte „Lohberg-Korso“, ein See mit Parkanlage, ein mit Wasser gefüllter Kanal, Geschäfte und Wohnungen. Das Stadtgebiet um die Zeche, insbesondere der zum Großteil von Bergleuten bewohnte Stadtteil Dinslaken-Lohberg, befindet sich in einem Wandlungsprozess zur Gartenstadt. Frische Farben und viel Grün werten diesen Stadtteil auf. Zur Anbindung an die BAB 3 wird hinter dem Gelände des Bergwerks eine Fahrbahn um eine Halde verlaufen.